# Loz Tinitoz
Loz Tinitoz ist eine deutsche Rock- bzw. Punkrock-Band, die 2006 in Cuxhaven gegründet wurde.

## Geschichte
Loz Tinitoz wurde am 9. Oktober 2006 als eine fünfköpfige Band gegründet. Die Idee zum Bandnamen stammte vom Sänger Timo Januschewski, welcher während eines Urlaubs in Spanien auf die Idee des spanisch klingenden Namens kam, der auf „Tinnitus“ anspielt. Zu Beginn ihres Schaffens spielte die Band simplen Punkrock, wie auf der ersten Demo Die Königin meiner Träume zu hören ist. Schnelles Schlagzeug, simple Akkorde und brachiales Gegröle waren zur Gründungszeit ihr Markenzeichen.
Nach dem Weggang eines Bassisten und später auch eines Gitarristen übernahm Januschewski neben dem Gesang den Bass. In dieser neuen 3er-Formation spielte die Band im Jahr 2008 eine Demo namens Frei und wild ein, welche sich vom Stil nicht wesentlich von der ersten Demo unterschied.
Am 2. November 2009 wurde ihre Demo-CD Toxine verbreitet. Die damalige Hamburger Plattenfirma „T-Recs Music“ entdeckte die Band via Myspace und bot der Band an ein Demo zu produzieren. Diese CD wurde in Cuxhaven mit Didi Schneider (früher Bassist der NDW-Band „CatsTV“) aufgenommen.
Nach der Pleite ihres damaligen Labels wechselte Loz Tinitoz im Jahre 2010 zum Cuxhavener Musiklabel „ES&L Entertainment“. Im März 2011 wurde das zweite Album namens Herzsucht veröffentlicht. Das Album ist mit Markus Geiger in Hamburg entstanden, welcher unter anderem mit Das Pack zusammengearbeitet hat. Herzsucht war ausgereifter und erwachsener als die vorherigen Alben von Loz Tinitoz. Dies ist auf die Aufnahme des neuen Gitarristen Christian Böger und die Zusammenarbeit mit Markus Geiger zurückzuführen.
Das Album Auf der Suche nach Aletheia erschien am 15. Februar 2013 im Handel. Das erste Video zum neuen Album hatte den Titel New York, welcher als erster Song der Band den Sprung in einige Mainstream-Radios schaffte. Als zweites Video-Output wurde Du bist wie Ich ausgewählt.
Im Februar 2014 kündigte die Band ein neues Album mit dem Titel Majestät an, welches am 24. Juli 2015 erschienen ist. Mit den Arbeiten zum Album Majestät verließ Christian Böger die Band aus privaten Gründen, und als neuer Leadgitarrist für Liveauftritte wurde im Mai 2015 Olly Lagemann vorgestellt. Lagemann ist neben seiner neuen Funktion innerhalb der Band auch Chef des Labels „ES&L Entertainment / KDV Musikverlag“, auf dem Loz Tinitoz ihre Werke veröffentlichen.
Als erste Single wurde 2015 der Song Ein Stück vom Himmel vorgestellt, im Oktober 2015 erschien das Musikvideo Magga.
Am 22. Juni 2018 veröffentlichten sie ihr Album Kamikazekatze.

## Stil
Ihr Stil beinhaltet mehrere Musikstile, darunter auch  Punk-, Alternative- und Hardrockelemente. Ihre Texte handeln überwiegend von Alltagsthemen, wie die alltäglichen Freund- und Feindschaften, Liebe und Freiheit. Waren Loz Tinitoz früher für eher düstere Texte bekannt, so sind die neueren Songs der Band positiver, lockerer und frecher gestimmt.
Loz Tinitoz bedienen sich oft an Powerchords und Viertel-Noten. Dabei spielt Gitarrist Januschewski einfache Grundtöne, während Lead-Gitarrist Lagemann Melodien und „Licks“ beisteuert. Das Schlagzeugspiel von Drummer „Skinny G Moe“ hat sich vom schnellen Punkdrumming nach und nach auch etwas rockigeren Beats und Takten angepasst. Der Gesangsstil von Loz-Tinitoz-Sänger Timo Januschewski wird als äußerst einzigartig und „eigenwillig“ beschrieben und ist ein Markenzeichen der Band.
Die neueren Veröffentlichungen der Band bewegen sich zwischen Punkrock, Hardrock und Indierock.

## Bandmitglieder
Timo Januschewski (* 3. September 1985 in Cuxhaven) ist Sänger, Songwriter, und Ex-Bassist der Band. Im Sommer 2012 übernahm er den Part des Rhythmusgitarristen im Tausch mit Norman Gerber. Er wuchs in Cuxhaven als einer von zwei Söhnen eines Gas- und Wasserinstallateurs und einer Hausfrau auf. Nachdem er zuerst den Hauptschulabschluss auf einer Cuxhavener Schule machte, besuchte er die Höhere Handelsschule und anschließend das Wirtschaftsgymnasium, das er im Jahre 2006 mit dem Abitur abschloss. Anschließend leistete er seinen neunmonatigen Wehrdienst in der Liliencron-Kaserne in Kellinghusen (Schleswig-Holstein) ab und machte eine Ausbildung zum Immobilienkaufmann. Neben der Musik ist er weiterhin hauptberuflich in der Immobilienbranche tätig.
Ferner erschien 2016 sein erster Roman „Die Hölle im Herzen“ und im Jahr 2018 sein zweiter mit dem Namen "Satans neuer Freund".
Timo Utermöhle (* 7. März 1988 in Hildesheim), genannt „Skinny G Moe“, ist Schlagzeuger der Band. Er ist im niedersächsischen Hildesheim geboren und besuchte dort die Grundschule. Danach zog seine Familie in den Kreis Cuxhaven, wo er bis heute lebt. Moe besuchte die Realschule und im Anschluss die Kaufmännischen Lehranstalten in Bremerhaven. Im Anschluss machte er seinen Wehrersatzdienst in einer Kindereinrichtung und machte später eine kaufmännische Berufsausbildung.
Norman Gerber (* 18. Mai 1983 in Dortmund) ist der Bassist der Band. Er spielte jedoch bis Mitte 2012 noch die Rhythmusgitarre. Gerber zog bereits in früher Kindheit mit seinen Eltern nach Cuxhaven, wo er auch anschließend den Rest seiner Kindheit verbrachte. Nach dem Abschluss der Realschule machte er eine Ausbildung zum Metallbauer. Nachdem er seinen Grundwehrdienst ableistete, konnte er eine Einstellung in einer Gießerei ergattern. Kurz darauf lernte er den Sänger und Bassisten Timo Januschewski, über eine Internetanzeige, kennen und beide begannen passende weitere Mitglieder zu rekrutieren.
Ex-Mitglied Christian Böger (* 28. Juni 1987 in Bremerhaven) war als Lead-Gitarrist von 2009 bis 2014 in der Band und stieg aus privaten Gründen aus. Auf dem Album Majestät wurde er von Oliver „Olly“ Lagemann vertreten.

## Diskografie
Alben
- 2006: Die Königin meiner Träume (Demo)
- 2008: Frei und wild (Demo)
- 2009: Toxine (Demo)[14]
- 2011: Herzsucht (ES&L Entertainment)[2]
- 2013: Auf der Suche nach Aletheia (ES&L Entertainment)[15]
- 2015: Majestät (ES&L Entertainment)[16]
- 2018: Kamikazekatze (ES&L Entertainment)
- 2020: Schmetterlingseffekt (ES&L Entertainment)